# Cory Arcangel
Cory Arcangel (né le 25 mai 1978) est un artiste post-conceptuel américain pluridisciplinaire. Il explore notamment le dessin, la musique, la vidéo et la performance. Pionnier de l'art game, il est principalement connu pour ses détournements de jeux vidéo.
Les œuvres les plus connues d'Arcangel sont des modding de jeux vidéo. Il modifie des cartouches de jeux Nintendo comme avec Super Mario Clouds, une version modifiée du jeu vidéo Super Mario Bros. pour la NES dans laquelle tous les graphismes du jeu ont été supprimés, laissant un fond bleu avec des nuages blancs défilant lentement de droite à gauche. Il remanie également des systèmes informatiques obsolètes des années 1970 et 1980 comme avec son célèbre Space Invader, mod du jeu Space Invaders ne laissant apparaitre qu'un seul alien à l'écran,.

## Biographie
Arcangel grandit à Buffalo dans l'état de New York aux États-Unis. Il y fréquente la Nichols School, où il est le gardien de but phare de l'équipe crosse. Il y découvre des artistes vidéo expérimentaux comme Nam June Paik. À 17 ans, il est très intéressé par la guitare et étudie la guitare classique au Conservatoire de musique d'Oberlin, pratiquant huit heures par jour à l'âge de dix-sept ans. Il s'oriente ensuite vers la technologie musicale et obtient son diplôme en 2000. Alors âgé de 19 ans, Arcangel co-fonde le Beige Programming Ensemble avec lequel il sort, deux ans plus tard, un disque de musique 8 bits intitulé The 8-Bit Construction Set. L'enregistrement est réalisé avec un Commodore 64 et un Atari 800.
Arcangel étudie la composition dans la classe de la compositrice Pauline Oliveros, à laquelle il attribue sa « fascination pour la recherche d'inspiration artistique dans des machines improbables ». Il décrit une pièce dans laquelle elle connectait des oscillateurs sinusoïdaux à des haut-parleurs et produisait la fréquence audio exacte comme résonance de la salle de concert, créant ainsi un son de plus en plus fort. Il qualifiera cette expérience de déclic pour lui. Arcangel cite notamment parmi ses influences : Steve Reich, Tiger Woods et Weekend at Bernie's.